# Zebedeus
Zebedeus je biblická postava, galilejský rybář, pocházející z Betsaidy (městečka při Genezaretském jezeře). Jeho manželkou byla Salome, jeho synové, apoštolové Jakub a Jan patřili k nejbližším Kristovým učedníkům (apoštolům).

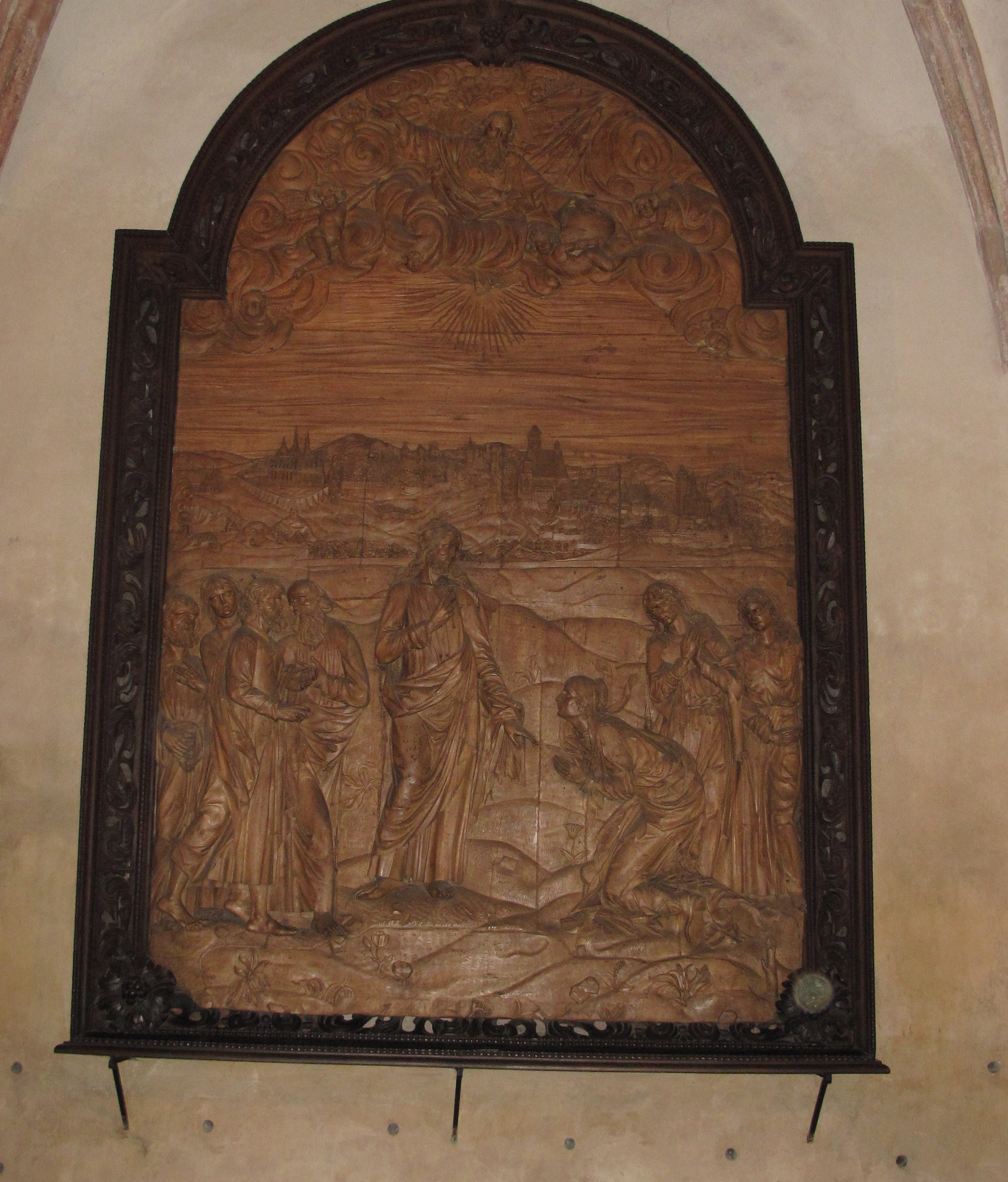
Synové Zebedovi a Kristus na reliéfu z konce 17. století v kostele sv. Jakuba většího v Kutné Hoře